# Joseph Barbaczy
Joseph Barbaczy (* um 1750; † 17. Juni 1825 in Preßburg) war ein österreichischer Generalmajor und in den Rastatter Gesandtenmord verwickelt.

## Leben

### Werdegang
Joseph Barbaczy ist vermutlich 1768 in die Kaiserliche Armee eingetreten und hatte als Oberstleutnant im Ersten Koalitionskrieg an der Schlacht am Tagliamento teilgenommen, bei der die Franzosen die Österreicher besiegten (siehe auch Vorfrieden von Leoben).
Beim Ausbruch des Zweiten Koalitionskrieges gegen Frankreich 1799 war er als Oberst Kommandeur des Szekler Husarenregiments 11, das er bereits 1797 übernommen hatte. Er diente bis zur Beendigung des Krieges und wurde am 27. Mai 1801 in den Pensionsstand versetzt und zugleich zum Generalmajor befördert.

### Wirken während des Rastatter Gesandtenmordes
Das Regiment von Barbaczy leistete Vorpostendienste bei der im südwestlichen Deutschland operierenden Hauptarmee und sein Stabsquartier befand sich Mitte April 1799 in Gernsbach an der Murg. Zu diesem Zeitpunkt tagte in der Nähe bereits seit 1797 der Rastatter Kongress, der die Ausführung der Beschlüsse des Friedens von Campo Formio, nämlich die Abtretung des linken Rheinufers an Frankreich, sicherstellen sollte.
Nach dem Ausbruch des Zweiten Koalitionskrieges erhielt Barbaczy heimliche Aufträge zum Aufenthalt und der Abreise der französischen Gesandten, die sich auf dem Kongress befanden. Das Regiment erhielt unter anderem die Aufgabe, die Korrespondenz der französischen Gesandten mit ihrer Heimat zu unterbrechen; hierzu zerstörte ein Trupp Husaren bei Plittersdorf die Fähre, die die Verbindung mit Seltz (siehe auch: Rheinfähre Plittersdorf–Seltz) auf dem linken Rheinufer herstellte.
Aus diesem Grund und wegen persönlicher Belästigungen, die deutsche Gesandte in der Nähe der Stadt durch Patrouillen erfahren hatten, wandte sich am 20. April der  Gesandte Franz Joseph von Albini Beschwerde führend an Barbaczy. Gleichzeitig sprach er die Bitte aus, dass die Kongressteilnehmer ungefährdet in Rastatt verbleiben beziehungsweise ihre Heimreise antreten könnten. Barbaczy leugnete mündlich zu der Beschwerde, dass seine Soldaten hierzu Aufträge gehabt hätten, sandte am 22. April aber einen Brief, in dem er keine Neutralität der Stadt anerkannte, jedoch die Gesandten selbstverständlich sicher seien.
Nachdem am 25. April ein Kurier der französischen Gesandten, der Depeschen nach Straßburg bringen sollte, der Papiere beraubt und gefangen genommen wurde, äußerten abermals Vertreter deutscher Staaten deshalb Klage. Barbaczy erklärte hierzu, er habe den Vorfall seinen Vorgesetzten gemeldet und müsse vorerst ihre Entscheidung abwarten. Am gleichen Tag erging aus dem Hauptquartier der Armee der Befehl, Barbaczy solle Rastatt besetzen und darauf bestehen, dass die französischen Gesandten innerhalb von 24 Stunden abreisen sollten. Weil die französischen Gesandten bereits vor der Festnahme des Kuriers beschlossen hatten, spätestens am 28. April die Stadt zu verlassen, waren sie bereits morgens mit ihren Angehörigen bereit zur Abreise. Weil die deutschen Gesandten ihnen jedoch rieten, noch die Antwort des Oberst abzuwarten, verblieben sie vorerst weiter in Rastatt; gleichzeitig wurde erneut ein Bote abgesandt, mit der Anfrage, ob die französischen Gesandten ohne Behinderung abreisen könnten, eine Antwort blieb allerdings aus.
Dagegen ließ Barbaczy am Nachmittag eine Abteilung von 400 Soldaten unter dem Befehl des Rittmeisters Ludwig Burkard (* um 1748; † 1820), der später, 1801 mit seiner Beförderung zum Major auch pensioniert wurde, von Gernsbach aufbrechen. Er folgte ihnen, übernachtete aber auf dem Weg nach Rastatt im Dorf Rotenfels beim dortigen katholischen Pfarrer Diez.
Rittmeister Burkard kam mit seinen Soldaten am 28. April am Abend in Rastatt an, besetzte umgehend alle Stadttore, mit dem Befehl niemanden hinein- oder herauszulassen. Er ließ den französischen Gesandten die Aufforderung überbringen, innerhalb von 24 Stunden abzureisen, mündlich teilte er dem Mainzer Gesandten mit, die Gesandten würden auf der Reise ungefährdet bleiben. Die Franzosen, die nun sofort abreisen wollten, wurden jedoch von den Wachen am Ausgang der Stadt gehindert. Als sie daraufhin in die Stadt zurückkehrten, wurde ihnen auf Nachfrage mitgeteilt, es habe sich um ein Missverständnis gehandelt; die Forderung nach einer militärischen Eskorte wurde jedoch durch Rittmeister Burkard abgeschlagen.
Nachdem die Kutschen gegen neun Uhr am Abend erneut aufbrachen, wurden sie, kaum dass sie die Vorstadt verlassen hatten, von Husaren aufgehalten. Diese erkundigten sich nach den drei französischen Gesandten und hieben sie gezielt nieder, hierbei wurden zwei Gesandte getötet und einer schwer verwundet.
Nachdem die verbliebenen Gesandten einen Boten zu Barbaczy gesandten hatten, kehrte dieser nach Vorfall wieder nach Gernsbach zurück. In einem Schreiben vom Morgen des 29. April erklärte er den Gesandten, er sei erst von ihrem entsandten Boten über die Tat informiert worden, bedaure diese jedoch sehr.
Er musste am 1. Mai zum Hauptquartier nach Villingen und wurde dort in Untersuchungshaft genommen.
Mitte Oktober 1799 wurde dann veröffentlicht, dass die Untersuchung, die der Feldmarschall-Lieutenant Johann Rudolf von Spork (1755–1806) durchführte, sei abgeschlossen und die Akten nach Wien gesandt worden, allerdings wurde das Untersuchungsergebnis niemals veröffentlicht, sodass die Urheber und Verantwortlichen der Tat unbekannt blieben.